# Pat Hanrahan

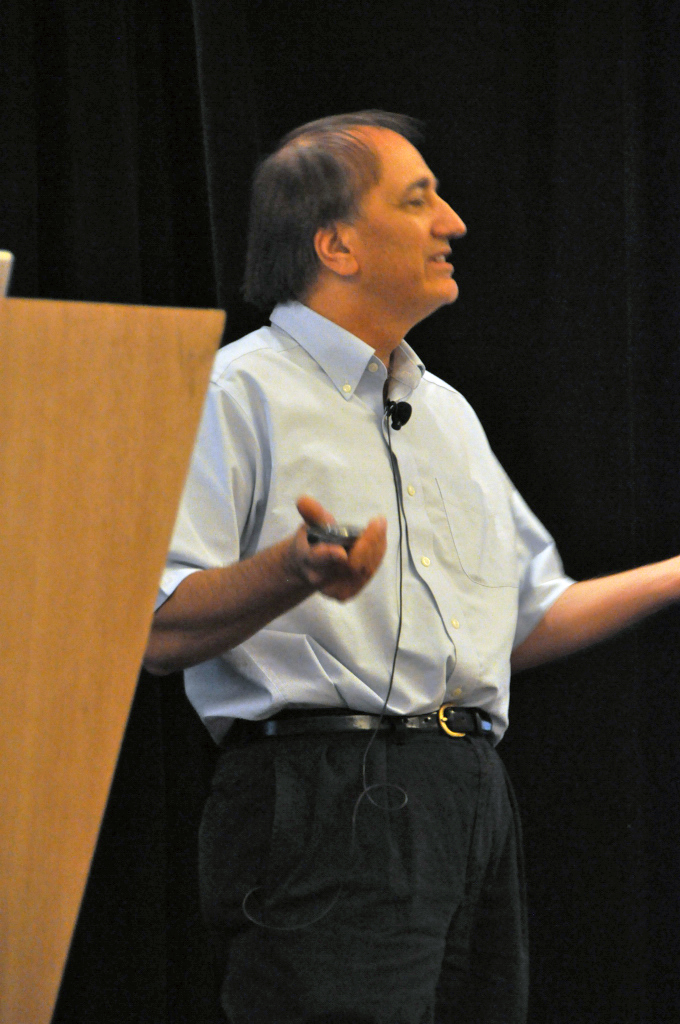
Hanrahan år 2009.

Patrick M. Hanrahan, född 1954, är en amerikansk datorgrafikforskare, Canon USA-professor i datavetenskap och elektroteknik på datorgrafiklaboratoriet vid Stanford University. Hans forskning är inriktad på beskrivning av algoritmer, grafikbearbetningsenheter samt vetenskaplig illustration och visualisering. Han har fått många utmärkelser, bland annat Turingpriset 2019.

## Utbildning och akademiskt arbete
Hanrahan växte upp i Green Bay, Wisconsin och studerade vid University of Wisconsin – Madison där han tog en kandidatexamen (BS) i kärnteknik 1977. Han fortsatte sin utbildning där, och undervisade 1981 som doktorand i en nystartad datavetenskapskurs i grafik. En av hans första studenter var den konstnärligt begåvade, Donna Cox, nu känd för sin konst och vetenskapliga visualiseringar. På 1980-talet började han arbeta på New York Institute of Technology Computer Graphics Laboratory och hos Digital Equipment Corporation under Edwin Catmull. Han återvände till UW Madison och avlade där sin doktorsexamen i biofysik 1985.
Som en av grundarna av Pixar Animation Studios deltog Hanrahan från 1986 till 1989 i utforningen av RenderMan Interface Specification och RenderMan Shading Language. Han har tillskrivits Pixar-produktioner såsom The Magic Egg (1984), Tin Toy (1988) och Toy Story (1995).

## Andra arbeten
År 1989 övergick Hanrahan till fakulteten vid Princeton University och 1995 flyttade han till Stanford University. Han var 2003 med och grundade Tableau Software och har sedan varit dess ledande forskare. I februari 2005 utnämndes Stanford University till det första regionala visualiserings- och analyscentret för US Department of Homeland Security, med inriktning på uppgifter inom områdena informationsvisualisering och visuell analys. År 2011 tillkännagav Intel Research finansiering av ett centrum för visuell databehandling, under ledning av Hanrahan och Jim Hurley från Intel.

## Utmärkelser
Hanrahan fick tre Oscar-utmärkelser för sitt arbete med återgivning och datorgrafikforskning. År 1993 tilldelades Hanrahan och andra Pixar-grundare en vetenskaplig och teknisk utmärkelsen för RenderMan och 2004 delade han ett tekniskt prestationspris med Stephen R. Marschner och Henrik Wann Jensen, för forskning om att simulera spridning av ljus under ytan i genomskinliga material. År 2014 delade han en teknisk prestationsutmärkelse med Matt Pharr och Greg Humphreys för deras formalisering och referensimplementering av begreppen bakom fysiskt baserad återgivning, som publicerades i deras bok Physically Based Rendering.
Hanrahan fick 2003 SIGGRAPH, Steven A. Coon-priset för enastående kreativa bidrag till datorgrafik, för "ledarskap i beskrivning av algoritmer, grafikarkitekturer och system och nya visualiseringsmetoder för datorgrafik" och 1993 SIGGRAPH Computer Graphics Achievement Award. Han antogs 2018 i ACM SIGGRAPH Academy Inaugural Class.
Han tilldelades 2006 års Career Award för visualiseringsforskning av IEEE:s tekniska kommitté för visualisering och grafik (VGTC) vid IEEE-visualiseringskonferensen.
Hanrahan blev medlem av National Academy of Engineering 1999, stipendiat vid American Academy of Arts and Sciences 2007 och Association of Computing Machinery 2008 och fick tre priser för insatser i universitetsutbildningar vid Stanford University.
År 2019 delade han ACM AM Turingpriset med Catmull för deras banbrytande insatser för framställning av datorgenererade bilder.